# 和歌山県道177号南金屋由良線
和歌山県道177号南金屋由良線（わかやまけんどう177ごう みなみかなやゆらせん）は、和歌山県有田郡広川町から日高郡由良町に至る一般県道である。

## 概要
有田郡広川町大字東中から日高郡由良町大字畑に至る。
全線（国道42号との重複路線を除く）にかけて道が狭い。南側では、道の整備をされており、周辺には農地や集落があるため、生活道路として地元住民が利用している。しかし、北側では、道の整備をされておらず、国道425号と同様に、道が1車線未満の幅で非常に狭い。さらに、ガードレールが設置されていないため、悪天候時や雨天後に水越峠周辺の本路線を通行した場合、危険かつ転落死亡事故の可能性もある。安全性を考えた場合、深夜に好んで車で走行できる様な路線ではない。特に、水越峠付近では、木や小石、草などに覆われており、夏を中心にクモや蚊、蛇などが生息しやすいため、徒歩や自転車、オートバイでの通行をお勧めできない路線でもある。
そのため、本路線は和歌山県の険道と揶揄されることがある。
広川 - 由良へ実際に行く場合、国道42号を通った方が快適性、安全性が良い。

### 路線データ
- 起点：有田郡広川町大字東中（殿交差点、国道42号交点）
- 終点：日高郡由良町大字畑（畑交差点、国道42号交点）
- 実延長：11.2 km

## 路線状況

### 重複区間
- 国道42号（日高郡由良町大字畑）

## 地理

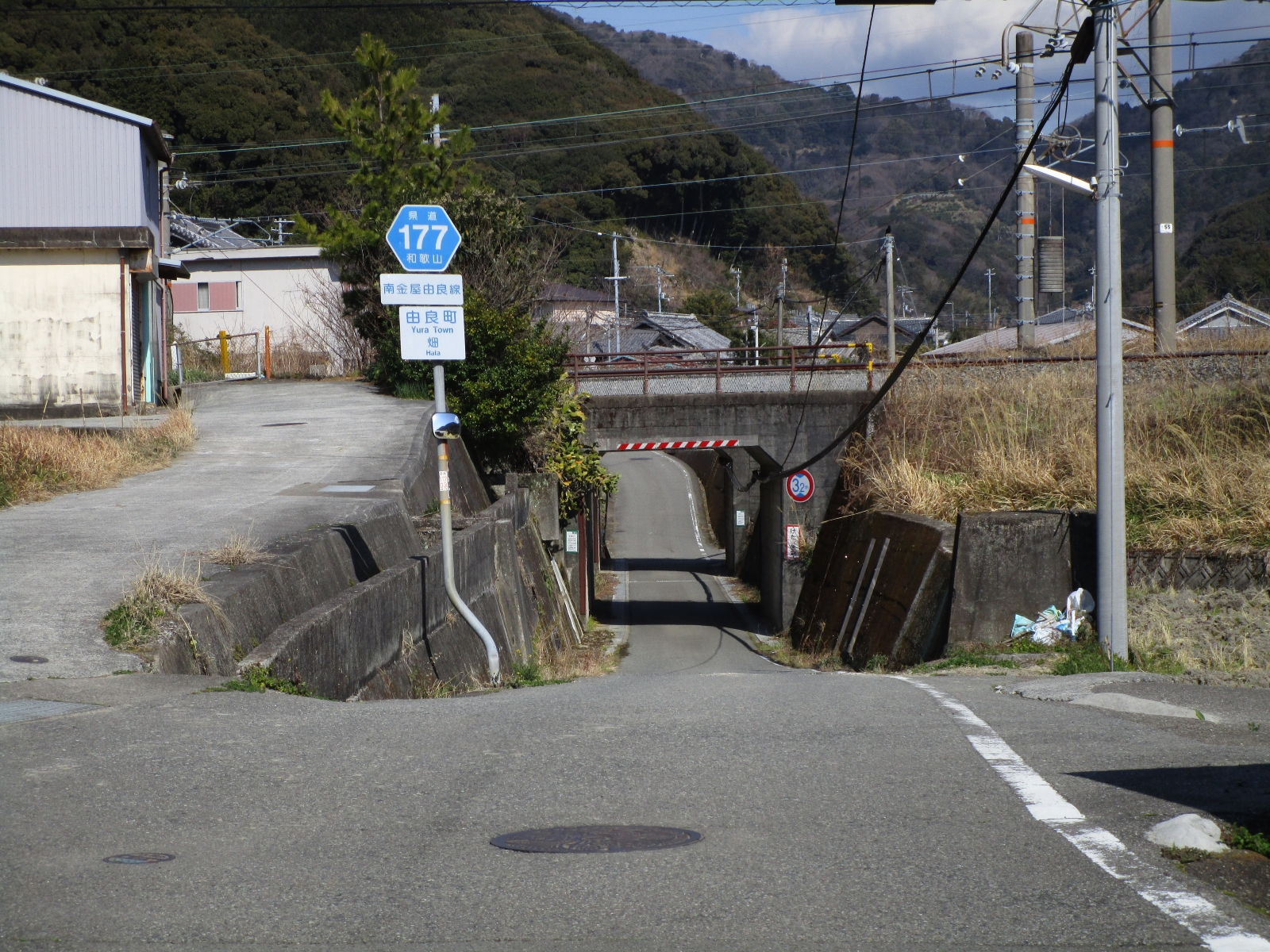
和歌山県道177号南金屋由良線（紀勢本線線路付近）

### 通過する自治体
- 有田郡広川町
- 日高郡由良町

### 交差する道路
| 交差する道路          | 市町村名 | 市町村名 | 交差する場所 | 交差する場所    |
| --------------------- | -------- | -------- | ------------ | --------------- |
| 国道42号              | 有田郡   | 広川町   | 大字東中     | 殿交差点 / 起点 |
| 国道42号 重複区間起点 | 日高郡   | 由良町   | 大字畑       |                 |
| 国道42号 重複区間終点 | 日高郡   | 由良町   | 大字畑       |                 |
| 国道42号              | 日高郡   | 由良町   | 大字畑       | 畑交差点 / 終点 |

### 交差する鉄道
- 紀勢本線

### 沿線
- E42 湯浅御坊道路 28 広川IC（起点付近）

### 峠
- 水越峠（有田郡広川町 - 日高郡由良町）

## ギャラリー

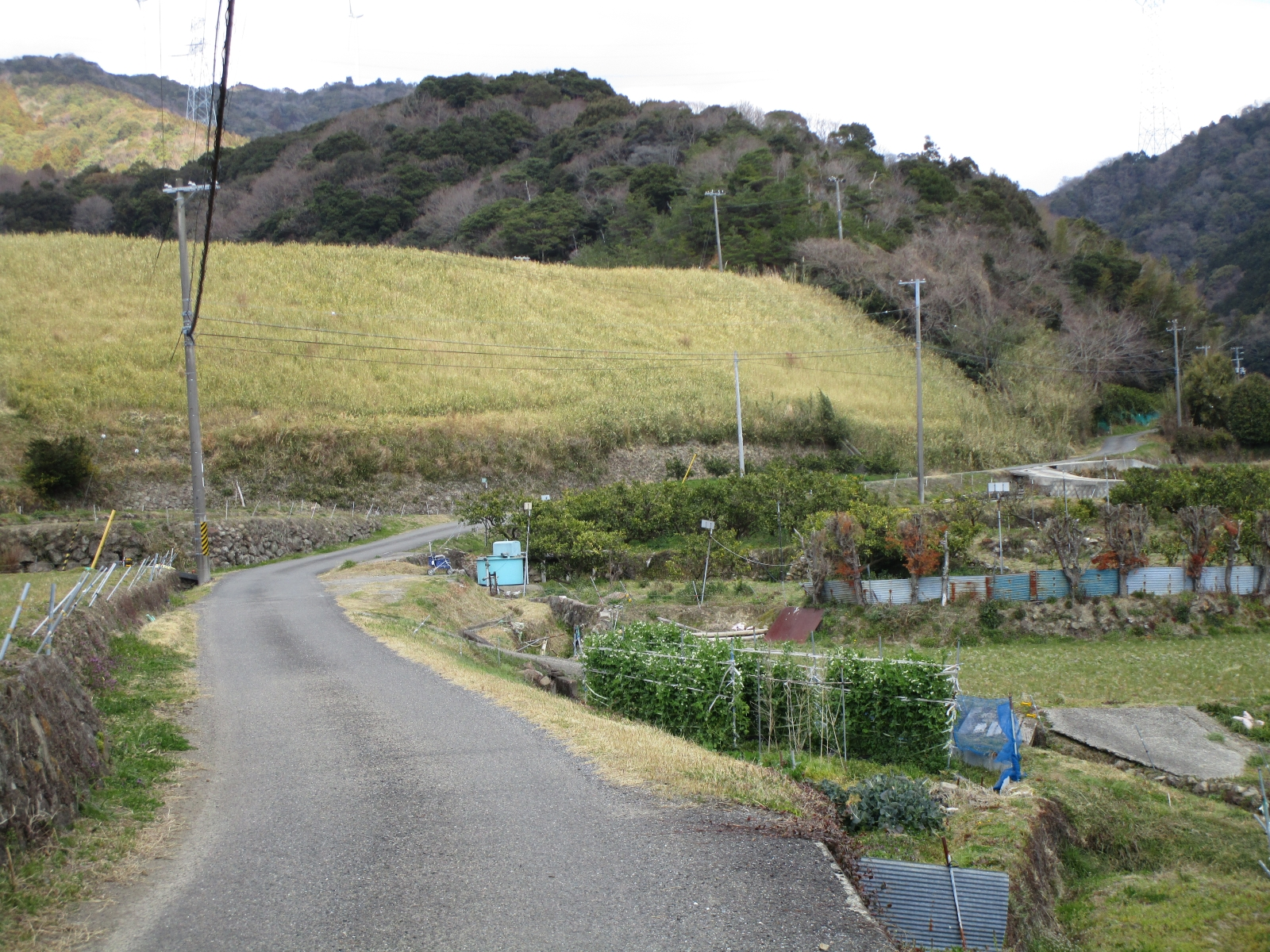
南側の風景。
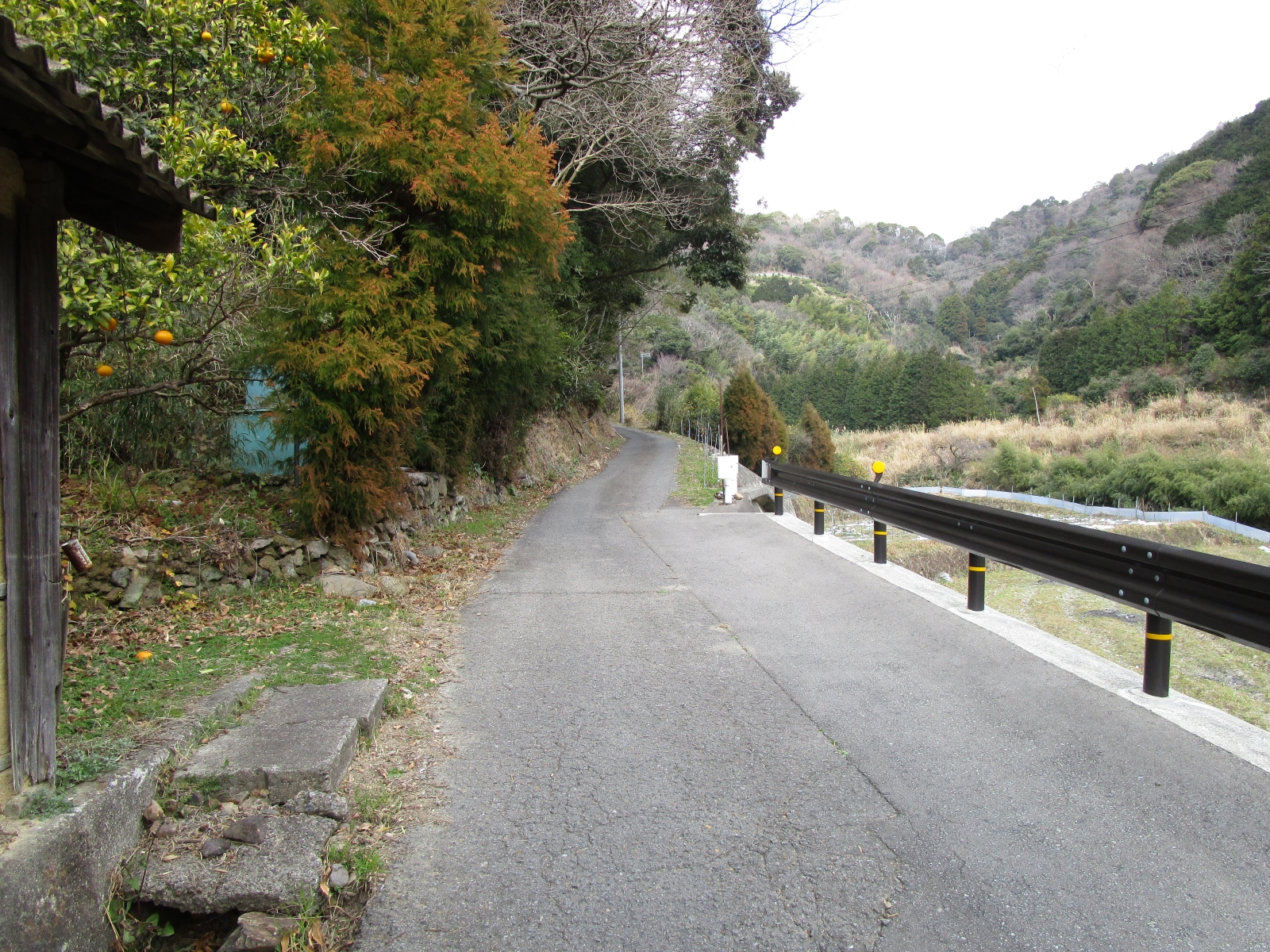
南側。上り坂付近。
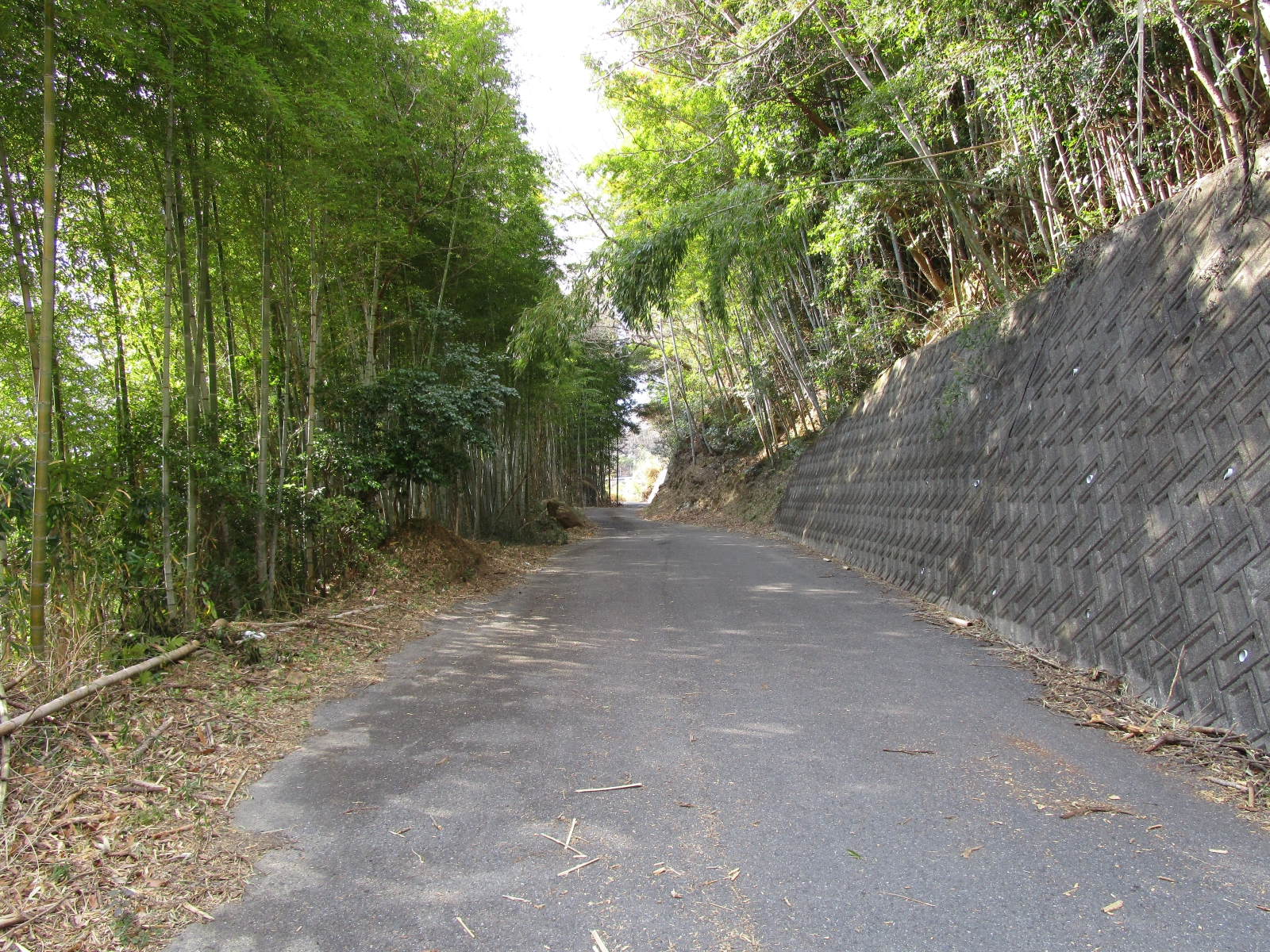
南側の竹林付近。ここを北に抜けしばらく行くと国道42号水越トンネル付近に出る。
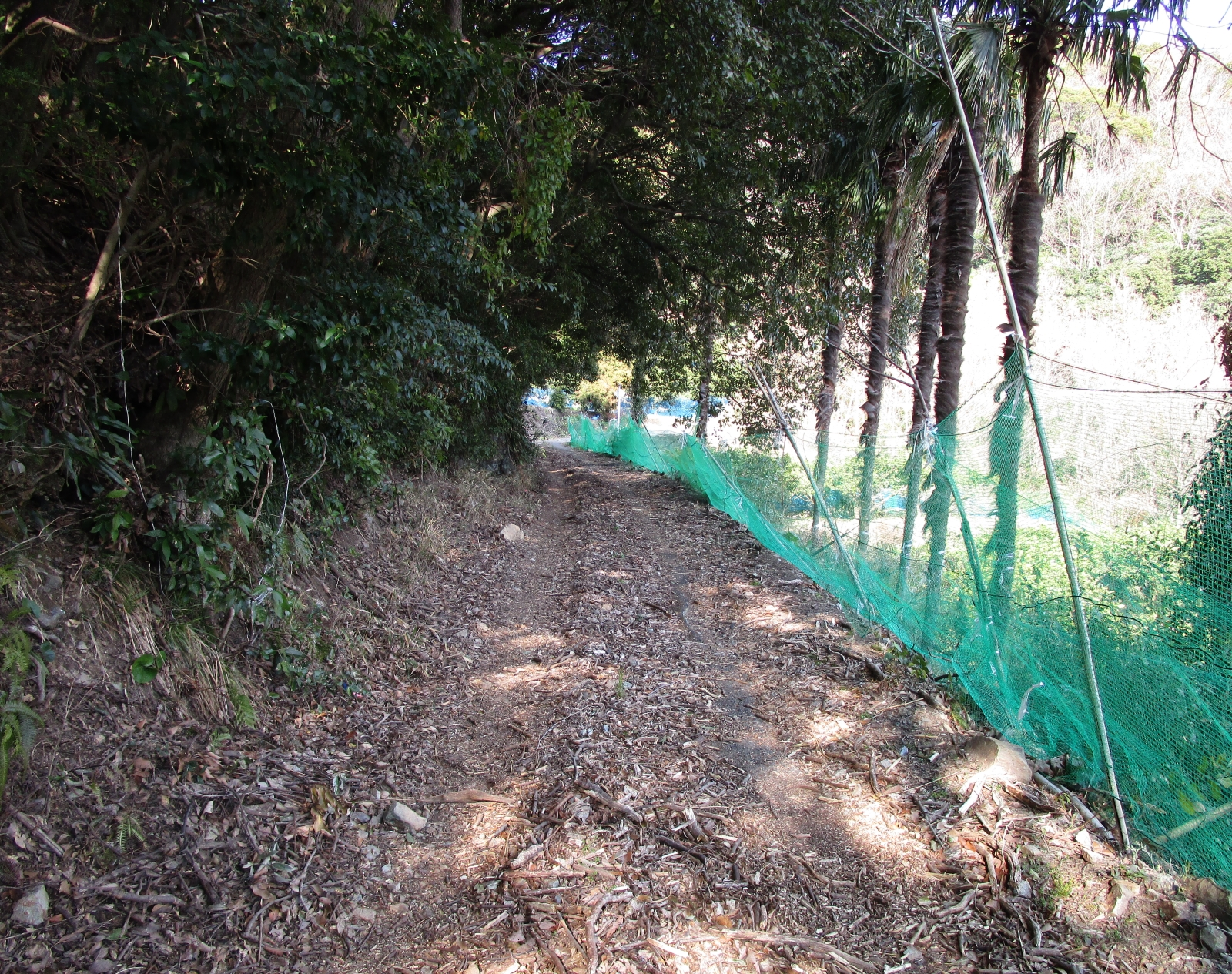
北側はアスファルトの上に木の枝や石ころ、木の葉が散らばっている所が多い。
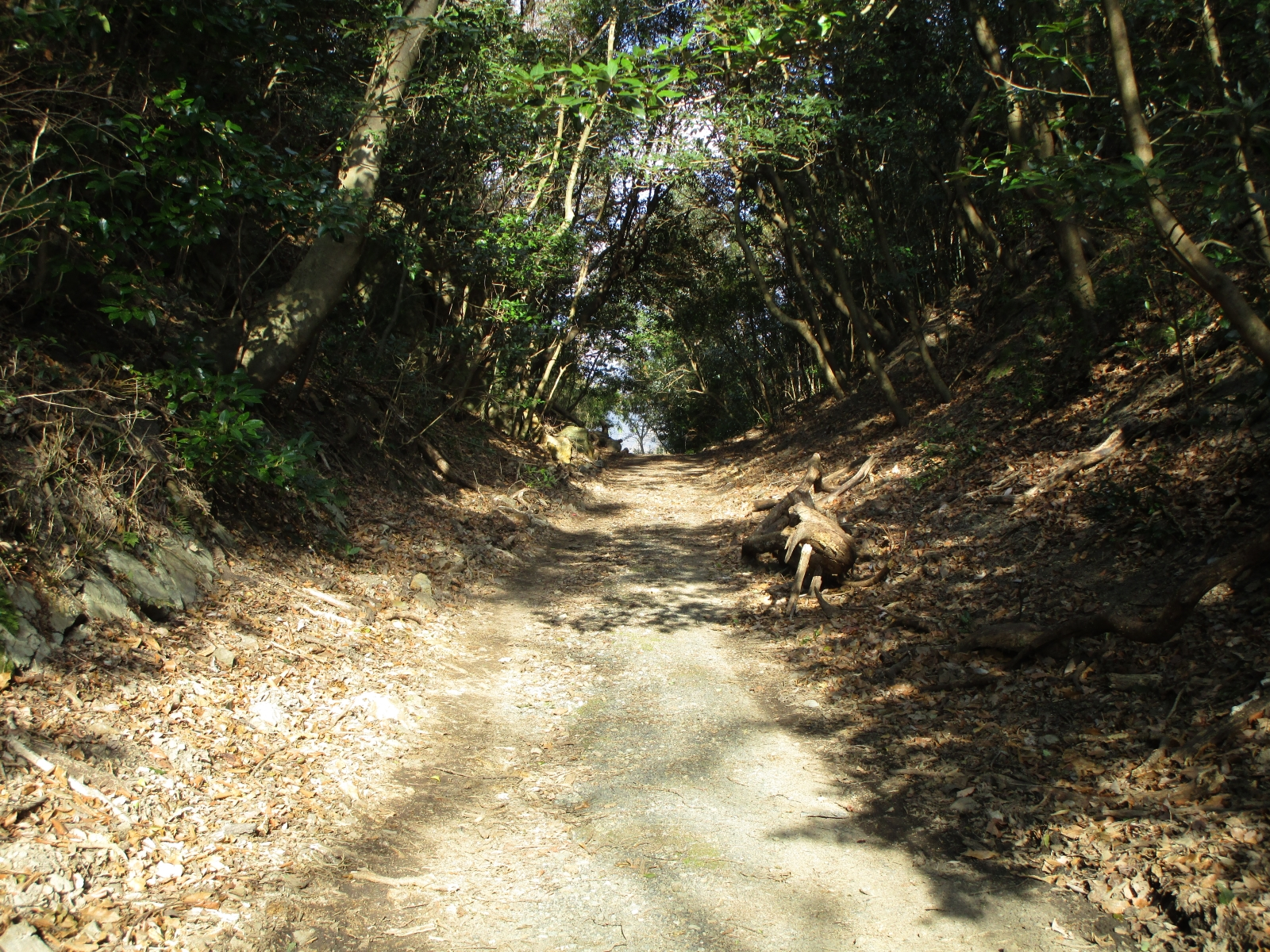
北側の木立に囲まれた所。
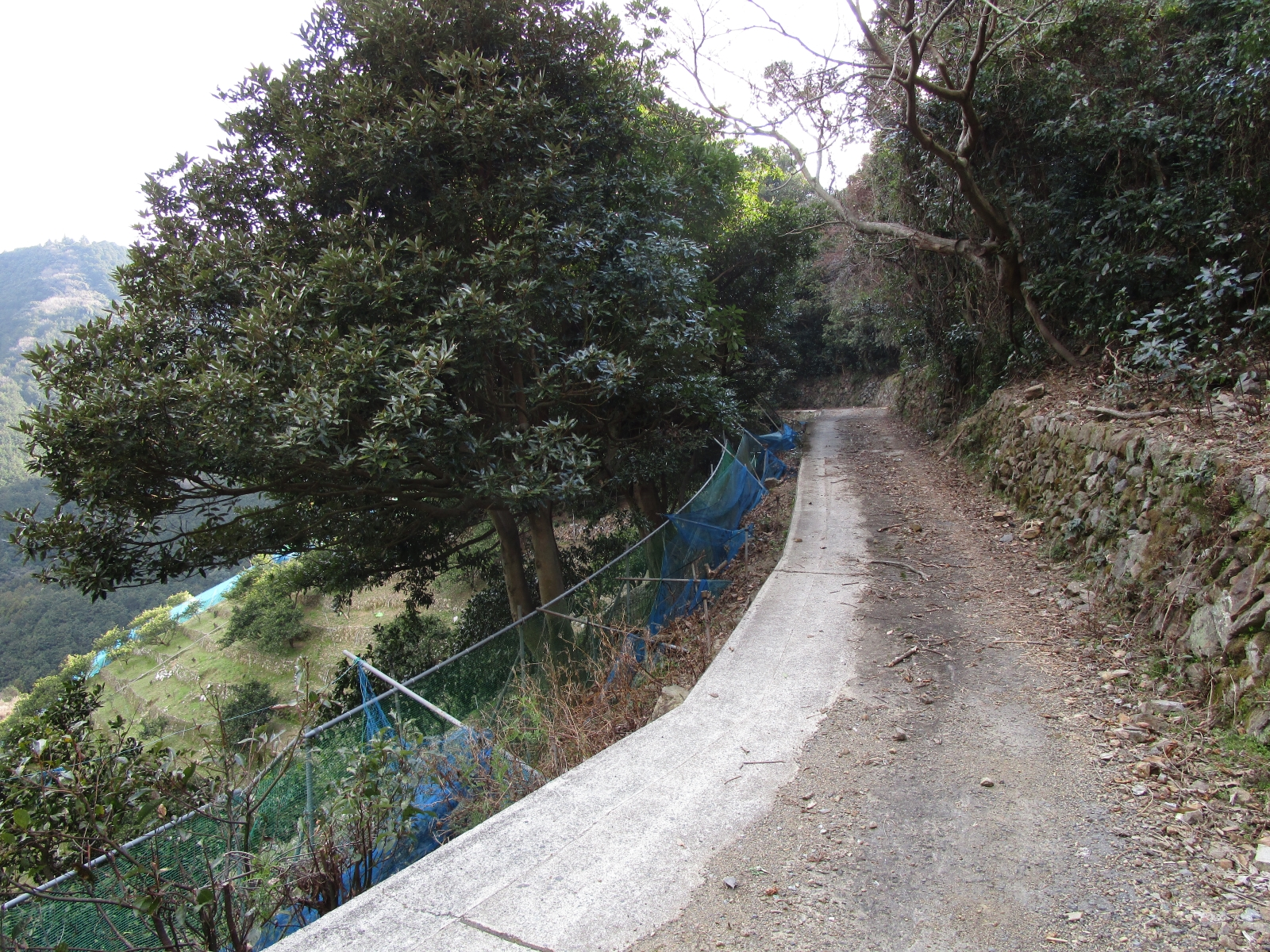
北側。下は断崖絶壁で、ガードレールが無い所が多く、通行には注意を要する。
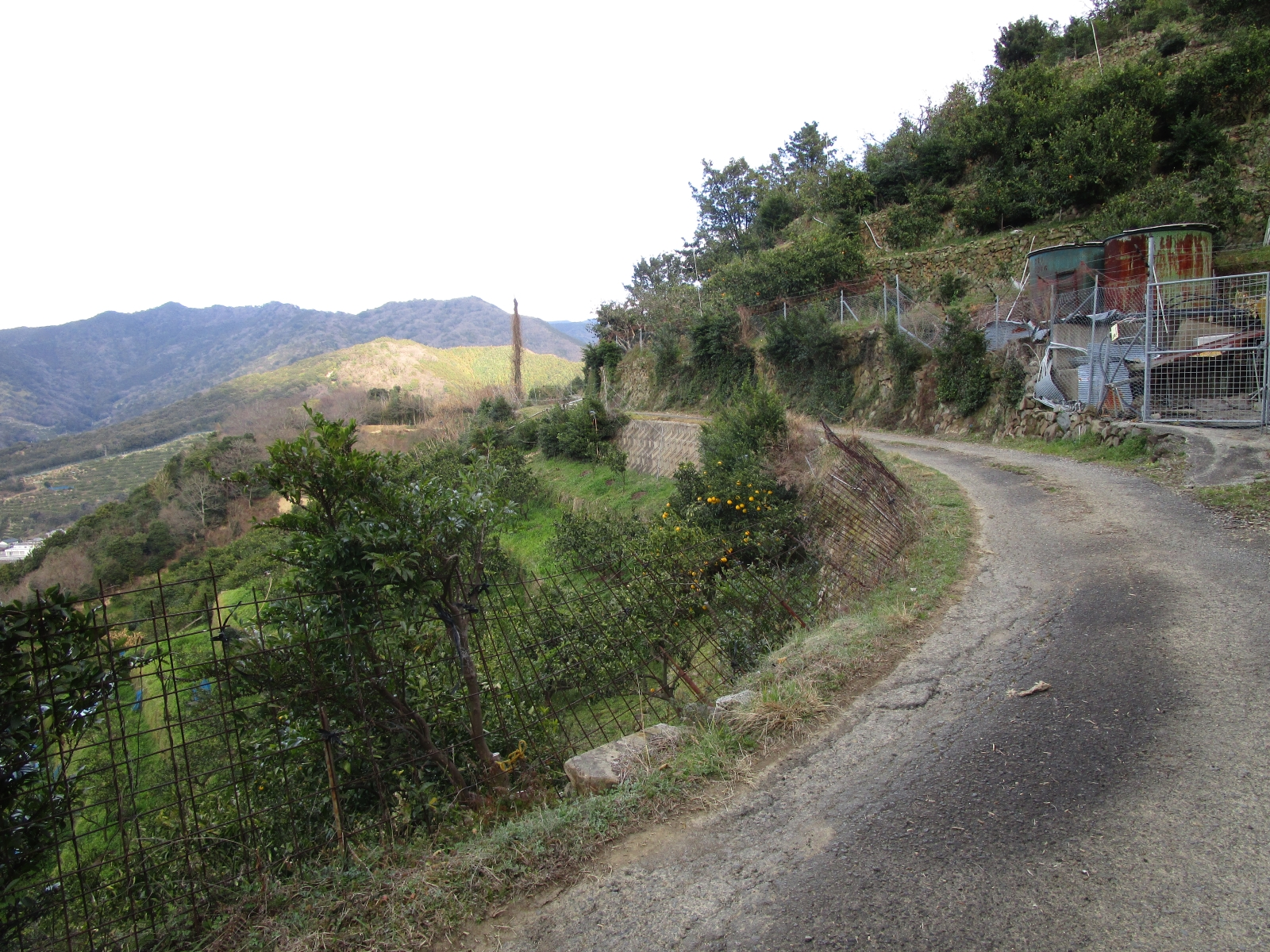
北側の風景。